# Atherinomorus vaigiensis
Atherinomorus vaigiensis és una espècie de peix pertanyent a la família dels aterínids.

## Descripció
- Pot arribar a fer 17 cm de llargària màxima.
- 6-8 espines i 8-10 radis tous a l'aleta dorsal i 1 espina i 12-15 radis tous a l'anal.
- 40-43 vèrtebres.
- Presenta una franja estreta mediolateral.[6][7][8]

## Alimentació
Menja amfípodes, copèpodes, isòpodes, crancs, larves de percebes, poliquets, gastròpodes, quironòmids, formigues, foraminífers, himenòpters i matèria vegetal.

## Hàbitat
És un peix d'aigua marina i salabrosa, pelàgic-nerític i de clima subtropical, el qual viu a les aigües costaneres poc fondes (incloent-hi badies i estuaris). Pot tolerar salinitats de només 3 parts per mil.

## Distribució geogràfica
Es troba a Austràlia.

## Observacions
És inofensiu per als humans i la seua esperança de vida és de 2 anys.